# Howard Bach

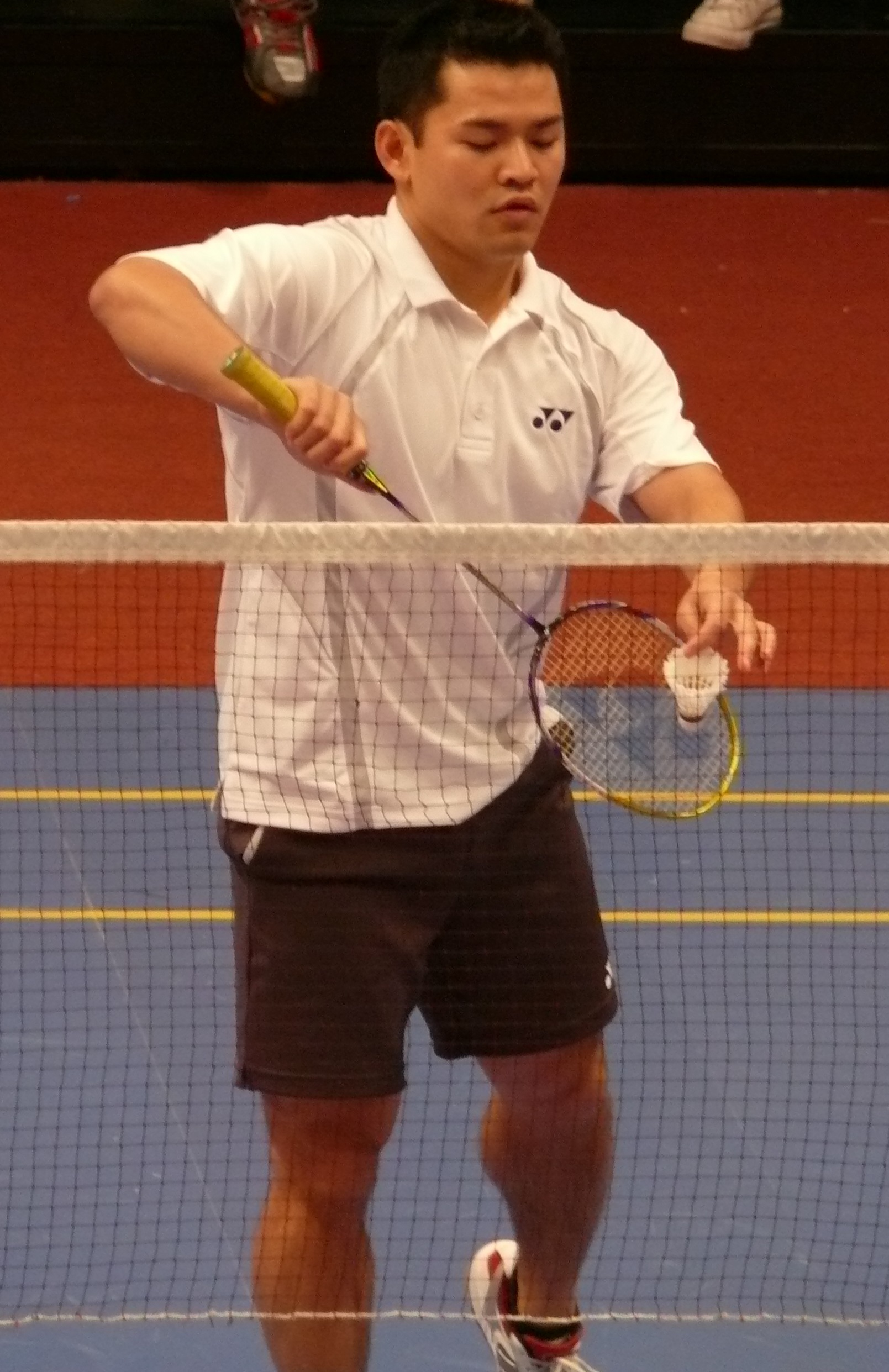
Howard Bach

Howard Bach (* 22. Februar 1979 in Ho-Chi-Minh-Stadt) ist ein US-amerikanischer Badmintonspieler, der in Vietnam geboren wurde. 

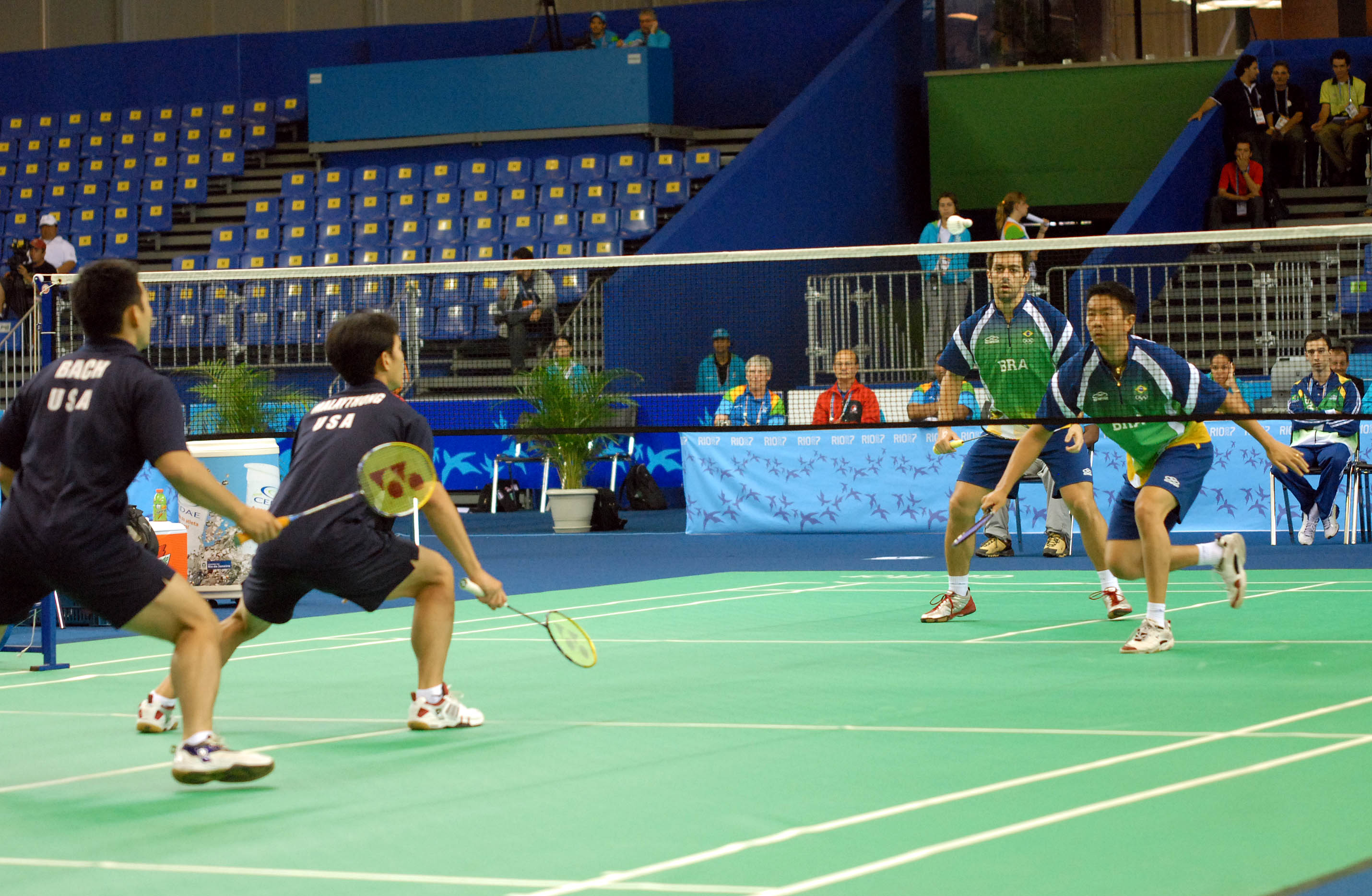
Howard Bach im Doppel mit Bob Malaythong gegen Guilherme Kumasaka und Guilherme Pardo bei den Panamerikaspielen 2007

## Werdegang
Howard Bach holte gemeinsam mit Tony Gunawan bei der Badminton-Weltmeisterschaft 2005 das bisher einzige Gold für die USA bei Weltmeisterschaften im Badminton. Er gewann des Weiteren Titel bei den Boston Open, den Copenhagen Masters, in den Niederlanden und in Slowenien. 
Bei Olympia war sein bestes Ergebnis ein fünfter Platz. 2011 siegte er bei den Panamerikanischen Spielen im Herrendoppel.

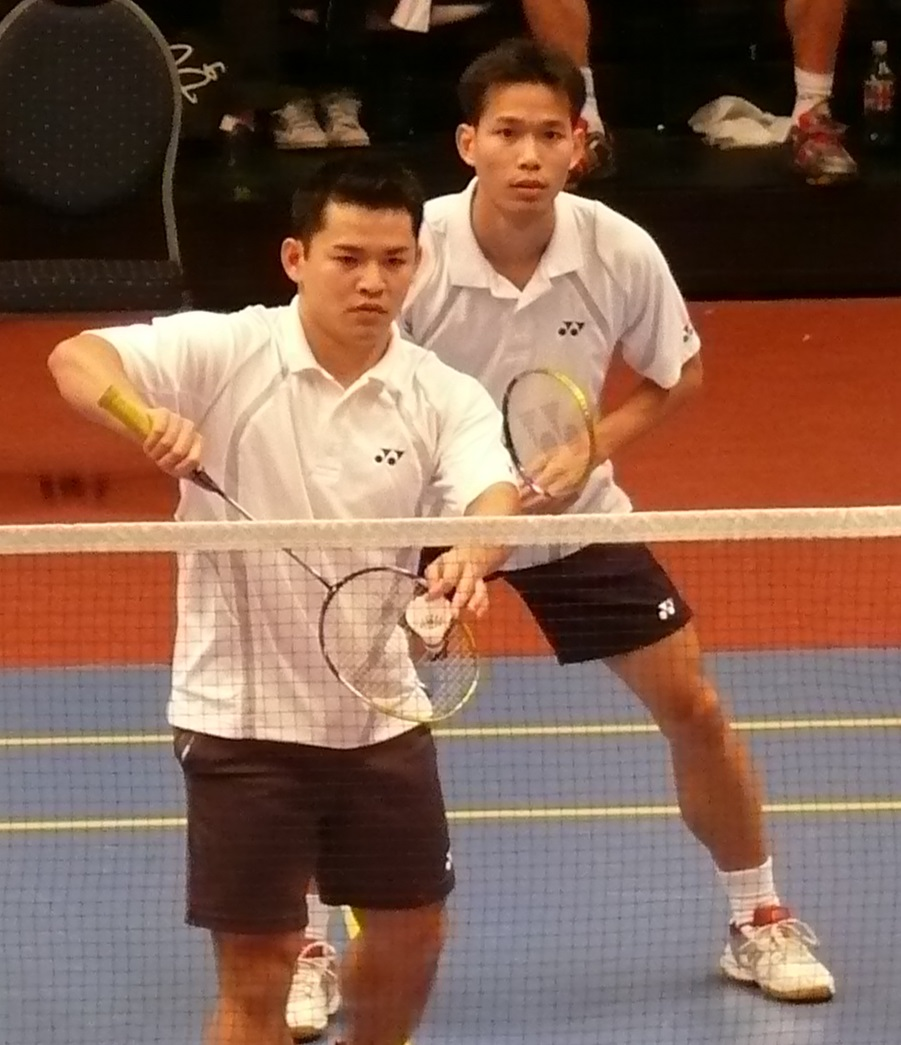
Bach and Malaythong

## Auszeichnungen
- USOC Athlete of the Year (USA; gemeinsam im Team mit Tony Gunawan): 2005

## Sportliche Erfolge
| Saison | Veranstaltung                               | Disziplin    | Platz | Name                              |
| ------ | ------------------------------------------- | ------------ | ----- | --------------------------------- |
| 1998   | Slowenien: Internationale Meisterschaften   | Herrendoppel | 1     | Mark Manha / Howard Bach          |
| 1998   | Mexico International                        | Herrendoppel | 1     | Howard Bach / Mark Manha          |
| 2001   | USA: Einzelmeisterschaften                  | Herrendoppel | 1     | Howard Bach / Kevin Han           |
| 2002   | USA: Einzelmeisterschaften                  | Herrendoppel | 1     | Howard Bach / Kevin Han           |
| 2003   | USA: Einzelmeisterschaften                  | Herreneinzel | 1     | Howard Bach                       |
| 2004   | Niederlande: Internationale Meisterschaften | Herrendoppel | 1     | Tony Gunawan / Howard Bach        |
| 2004   | US Open                                     | Herrendoppel | 1     | Howard Bach / Tony Gunawan        |
| 2004   | USA: Einzelmeisterschaften                  | Herrendoppel | 1     | Howard Bach / Kevin Han           |
| 2005   | US Open                                     | Herrendoppel | 1     | Howard Bach / Tony Gunawan        |
| 2005   | Copenhagen Masters                          | Herrendoppel | 1     | Tony Gunawan / Howard Bach        |
| 2005   | Weltmeisterschaft                           | Herrendoppel | 1     | Tony Gunawan / Howard Bach        |
| 2005   | USA: Einzelmeisterschaften                  | Herrendoppel | 1     | Howard Bach / Khankham Malaythong |
| 2006   | Kanada: Internationale Meisterschaften      | Mixed        | 1     | Howard Bach / Eva Lee             |
| 2006   | USA: Einzelmeisterschaften                  | Herrendoppel | 1     | Howard Bach / Khan Malaythong     |
| 2006   | USA: Einzelmeisterschaften                  | Mixed        | 1     | Howard Bach / Eva Lee             |
| 2006   | Boston Open                                 | Herrendoppel | 1     | Howard Bach / Bob Malaythong      |
| 2007   | USA: Einzelmeisterschaften                  | Mixed        | 1     | Howard Bach / Eva Lee             |
| 2007   | USA: Einzelmeisterschaften                  | Herreneinzel | 1     | Howard Bach                       |
| 2007   | USA: Einzelmeisterschaften                  | Herrendoppel | 1     | Howard Bach / Khan Malaythong     |
| 2008   | US Open                                     | Herrendoppel | 1     | Howard Bach / Khan Bob Malaythong |
| 2008   | Boston Open                                 | Herrendoppel | 1     | Howard Bach / Bob Malaythong      |
| 2009   | USA: Einzelmeisterschaften                  | Herreneinzel | 1     | Howard Bach                       |
| 2009   | USA: Einzelmeisterschaften                  | Herrendoppel | 1     | Howard Bach / Khan Malaythong     |
| 2009   | USA: Einzelmeisterschaften                  | Mixed        | 1     | Howard Bach / Eva Lee             |
| 2011   | Panamerikanische Spiele                     | Herrendoppel | 1     | Howard Bach / Tony Gunawan        |